# Chiusi della Verna
Chiusi della Verna ist eine Gemeinde mit 1856 Einwohnern (Stand 31. Dezember 2023) in der Toskana, Italien.

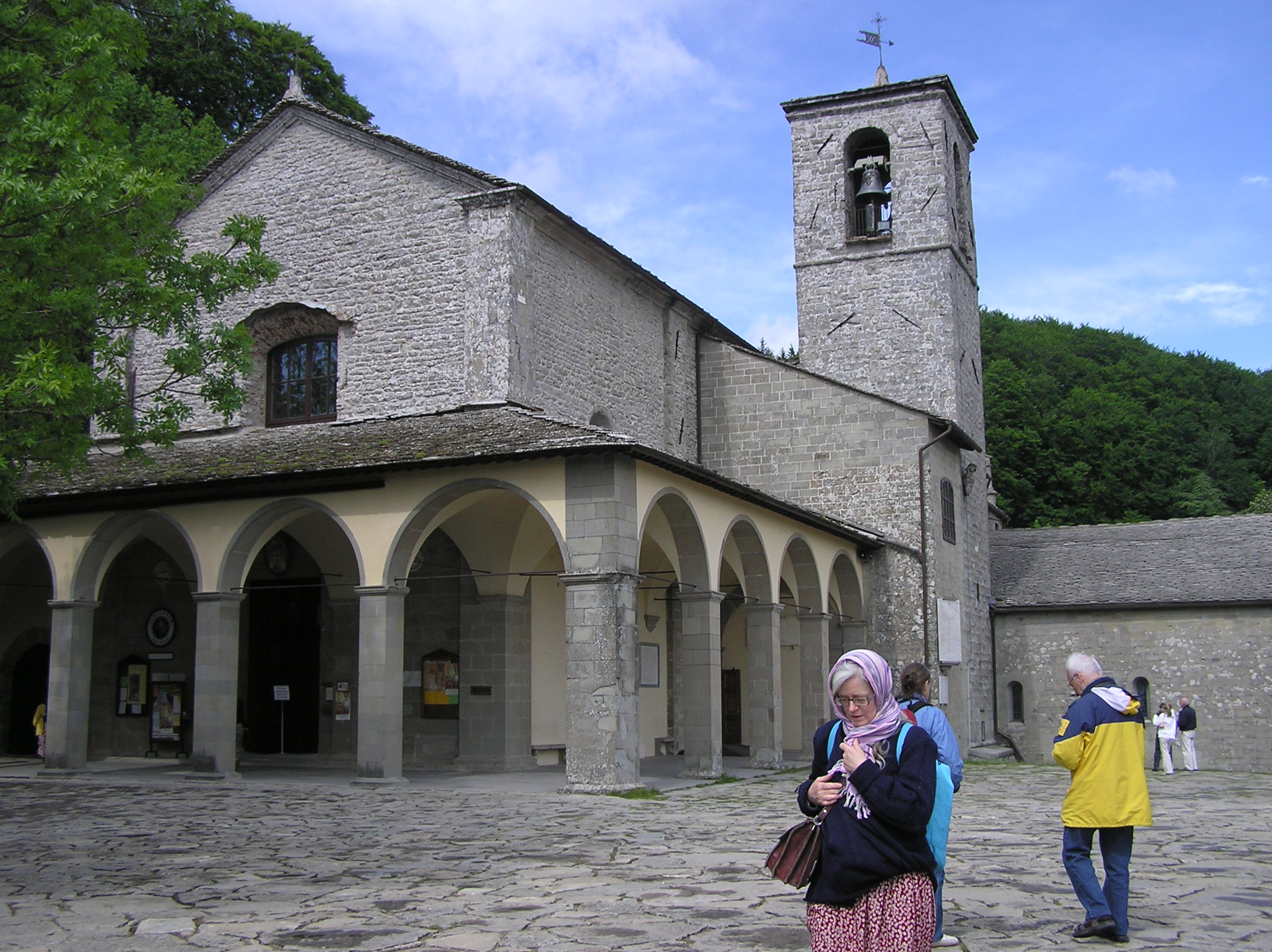
Santuario della Verna

## Geografie

Lage von Chiusi della Verna in der Provinz Arezzo

Der Ort erstreckt sich über rund 102 km². Er liegt etwa 25 km nördlich von Arezzo und 60 km östlich von Florenz im Gebirgstal Casentino. Dort ist das südliche Ende eines Naturschutzgebietes mit vielen bewaldeten Höhen und Bergen. Unmittelbar über dem Ort liegt das Kloster La Verna, ein Franziskanerkloster, das über der Höhle, in der der heilige Franz von Assisi seine Stigmata empfing, errichtet wurde.
Zu den Ortsteilen zählen Biforco, Compito, Corezzo, Corsalone, Dama, Case Nuove, Frassineta, Gargiano, Giampereta, La Beccia, La Rocca, La Verna, Rimbocchi, Sarna, Val della Meta, Vallebona und Vezzano.
Die Nachbargemeinden sind Bagno di Romagna (FC), Bibbiena, Caprese Michelangelo, Castel Focognano, Chitignano, Pieve Santo Stefano, Poppi, Subbiano und Verghereto (FC).

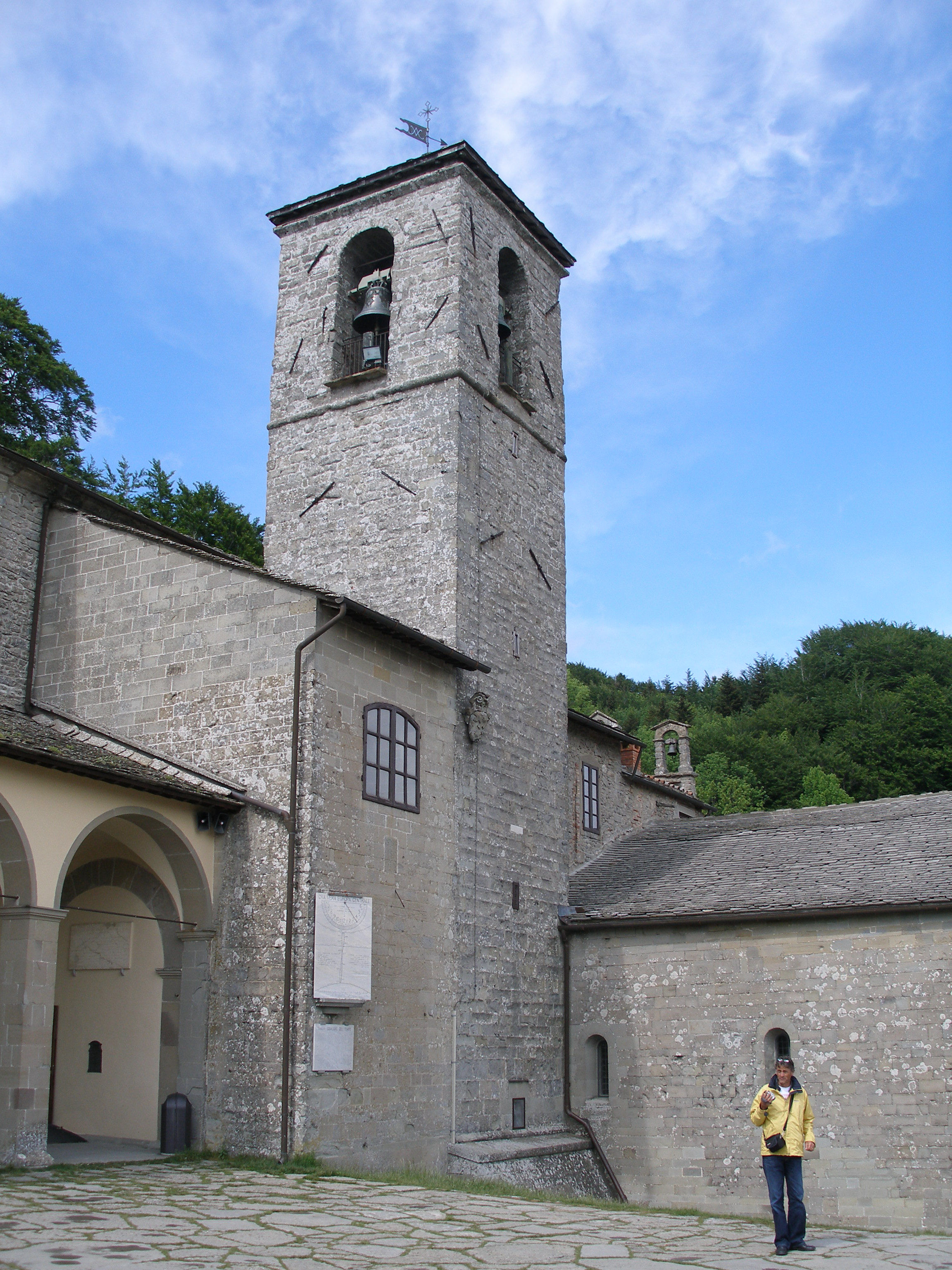
Die Kirche Chiesa Maggiore in Chiusi della Verna

## Tourismus
Chiusi della Verna ist ein beliebtes Urlaubsziel für Wanderer, es gibt einen Campingplatz und ein Netz gut markierter Wanderwege.

## Sehenswürdigkeiten
- Chiesa di San Martino, Kirche, besitzt das Werk Madonna con il Bambino tra i Santi Francesco e Martino von Neri di Bicci.
- Chiesa di San Michele Arcangelo, 1338 entstandene Kirche.
- Nationalpark Foreste Casentinesi
- Santuario della Verna nahe dem Alverna, Franziskanerkloster, in der der heilige Franz von Assisi seine Stigmata empfing.

## Gemeindepartnerschaften
Es bestehen Gemeindepartnerschaften mit Helmstadt im Landkreis Würzburg und mit Serravalle aus San Marino.

## Persönlichkeiten
- Leonardo Bernacchi OFM (1933–2012), Apostolischer Vikar von Camiri in Bolivien